# Gallinas
Gallinas (hiszp. Punta Gallinas) – przylądek w północnej Kolumbii, najdalej na północ wysunięty punkt kontynentalnej części Ameryki Południowej. Leży na półwyspie Guajira, jest oblewany przez wody Morza Karaibskiego. Obszar wokół przylądka jest zamieszkany przez ludy Wayuu. Od 1989 roku na przylądku działa latarnia morska o wysokości 16 metrów.